# Banco Agrícola (El Salvador)
Banco Agrícola es un banco salvadoreño fundado en el año 1955, es la entidad bancaria más importante de El Salvador y desde el 2007 es una compañía del Grupo Bancolombia.
Cuenta con más de 1,000 puntos de atención, entre ellos se encuentran; Agencias, Centros de servicio expresarial, corresponsales financieros. Mientras sus canales electrónicos son cajeros automáticos, Cajeros Total +, Kioscos, Telebanca (2210-0000), e-banca y su app banca móvil.

## Historia
El 24 de marzo de 1955 nace dicha entidad financiera bajo el nombre de Banco Agrícola Comercial. La primera sucursal del Banco estaba ubicada en San Salvador, en la Quinta Avenida Sur No 124. Inició sus operaciones con un capital social de ¢1'000,000 (un millón de colones salvadoreños), aportado por 24 accionistas, y un capital laboral compuesto por 14 empleados.
Su fundador fue el empresario Don Luis Escalante Arce, que llevó al banco a un nivel de reconocimiento nacional y regional, en 1956 inició la expansión del banco al interior de la república, instalando en Sonsonate su primera sucursal fuera de San Salvador.
Desde el año 1982 el banco cumpliendo su responsabilidad social se convierte en el banco oficial de Teletón El Salvador, título que sigue ostentando hasta la fecha, por más de 38 años.
En 1989 Banco Agrícola, finaliza su nacionalización, al colocar sucursales a lo largo y ancho de El Salvador.
Uno de los años más importantes en la historia del banco es el año 1992, en este año ingresa como Presidente del banco, el Ing. Archie Baldocchi (†), uno de los más reconocidos empresarios del país y es él quien introduce al Banco Agrícola a la era de la tecnología al crear conceptos de E-banca, la página web del banco y los servicios electrónicos.
En el año 2006 el Grupo Bancolombia, uno de los grupos financieros más importantes de la región sudamericana, adquiere la totalidad de las acciones del Banco Agrícola. Por decisión de la empresa colombiana el banco mantiene su nombre y su identidad visual.
El 24 de mayo de 2013, Banco Agrícola cambia su logo, por el logo de Bancolombia pero conserva el nombre de "Banco Agrícola"

## Eslóganes
- 2000 - 2013:  El Salvador, cuenta con nosotros
- 2013 -  2018: Juntos por una banca más humana.
- 2018 - 2021: Es El Momento de Todos
- 2021 - Presente: Como a tí nos guía la razón, pero nos mueve el corazón

## Eslóganes Temporales
- 2020 -  2021 : El Salvador nos necesita a todos.